# Helvoet Rubber

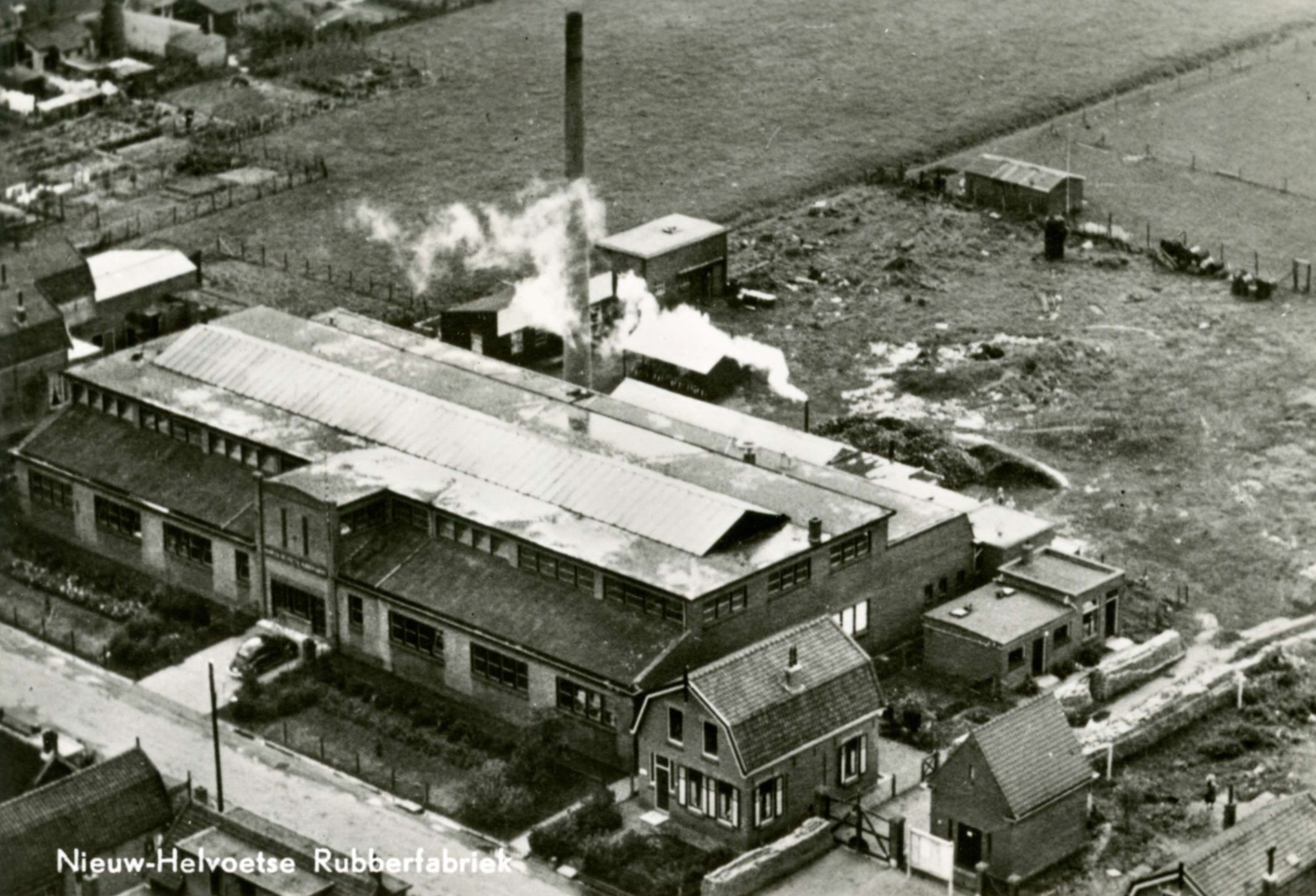
De Rubberfabriek, Nieuw-Helvoet, Moriaanseweg Oost in 1950

Helvoet Rubber & Plastic Technologies BV is een oorspronkelijk Nederlands bedrijf dat in 1939 te Nieuw-Helvoet werd opgericht en zich na 1945 ontwikkelde tot een internationaal opererend concern dat zich met de verwerking van rubber en kunststoffen bezighoudt. Anno 2023 heeft het vestigingen naast Hellevoetsluis te Tilburg, München, Lommel, Pune en Kaniow.

## Geschiedenis
In 1939 richtten L. Dekker en zijn zoon D.L. Dekker in het voormalige Eilandenbeursgebouw aan de Moriaanseweg Oost een bedrijf op ter verwerking van rubber. Tijdens de bezetting kwam het bedrijf letterlijk onder water te staan. De naoorlogse wederopbouwperiode leidde tot een grote expansie. In 1954 werd de vervaardiging van kunststoffen ter hand genomen, midden 1955 werd een grote uitbreiding in gebruik genomen, in 1960 en 1964 gevolgd door een tweede en derde. In 1957 startte men met de productie in licentie van Bayer van een polyurethaan, onder de naam Vulkollan. Bij het 25-jarig bestaan in 1964 telde de onderneming 400 medewerkers naast ruim 700 thuiswerkers. De farmaceutische industrie was een belangrijke afnemer met zuigers en afsluitingen voor preparaten naast onderdelen voor bloedtransfusiesystemen. Verder was er een walsenafdeling waar gevulkaniseerde rubberwalsen voor textielindustrie en drukkerij werden vervaardigd. Ook omvatte het bedrijf een uitgebreid eigen laboratorium en een matrijsmakerij.
Per 1970 werd het bedrijf (met 650 werknemers, van wie 50 in de dochteronderneming te Alken, België) onderdeel van de Dätwyler Holding AG te Altdorf, Zwitserland. In 1987 volgde een verzelfstandiging op initiatief van de Nederlandse Participatie Maatschappij. De daarop geformeerde Helvoet Holding (die in 1990 naar de beurs ging) omvatte naast het moederbedrijf te Hellevoetsluis matrijsmakerij Maro te Roosendaal en Helvoet Walsen te Duiven. Het aantal werknemers daalde van 419 in 1990 tot 284 in 1994.